# サラワク王国

サラワク王国
Kingdom of Sarawak

كراجأن سراوق

国の標語: ラテン語: Dum Spiro Spero
 (マレー語: Berharap Selagi Bernafas)
 (英語: While I breathe,I hope)
日本語訳例：息ある限り、希望を捨てず。国歌: Gone Forth Beyond the Sea

サラワク王国（サラワクおうこく、1841年 - 1946年）は、ボルネオ島北部（現在のマレーシア・サラワク州とブルネイ）に存在した白人王国。ジェームズ・ブルック（James Brooke 在位1841年 - 1868年）が建国し、ブルック王朝3代の白人王が統治した。

## 概要
19世紀半ばのブルネイでは原住民の反乱が相次ぎ、ブルネイのスルターンは1839年にサラワクのクチンにやって来たイギリス人の探検家ジェームズ・ブルックに鎮圧を依頼した。ブルックは、英国海峡植民地政庁の協力で鎮圧に成功し、褒賞としてサラワクが割譲され、ラージャ（藩王）に任じられた。ブルックは“白人王 (White Raja)”の称号を与えられ、ここにサラワク王国が建国された。
その後ブルックはイギリスの後ろ盾で次々とブルネイの領土を奪って領土を拡大していったが、王国の財政は悪化していき、召使として連れてきた中国人たちが反乱を起こすようになる。ブルックはイギリスに王国の買収を働きかけるが、興味を示されなかった。王国は甥の2代チャールズ・ブルック（Charles Brooke 在位1867年 - 1917年）に引き継がれ、わずかに立ち直るが、死後に息子の3代ヴァイナー・ブルック（Vyner Brooke 在位1917年 - 1946年）に継承された。1941年には建国100周年を記念して憲法が制定され、立憲君主国になった。
しかし間もなく太平洋戦争が始まり、ボルネオ島に侵攻した日本軍がサラワクを占領した。ヴァイナー王はオーストラリアに亡命し、サラワクは日本軍の軍政下に置かれた。奇しくも、王朝は丁度建国100年で実質的な支配を失った。日本降伏後、ヴァイナーは支配権を売却して王位を辞退し、サラワクは半ば押し付けられる形でイギリスの直轄植民地となり、3代続いた王国は消滅した。ヴァイナーは支配権の売却で、大金と好物だった大量のジャムを得たという。

## 歴史
- 1839年8月5日 - 英国人探検家ジェームス・ブルックがサラワクのクチンに上陸。
- 1840年 - ジェームズ・ブルックが反乱の鎮圧に協力。
- 1841年 - ジェームズ・ブルックがサラワクの藩王「ラジャ」に任ぜられる。
- 1846年 - ブルネイから独立。
- 1868年6月11日 - ジェームズ・ブルックが死去
- 1868年8月3日 - 甥チャールズ・ブルックが王位継承。
- 1888年 - イギリスの保護国となる。
- 1917年5月17日 - チャールズ・ブルックが死去
- 1917年5月24日 - ヴァイナー・ブルックが王位を継承。
- 1941年9月24日 - 建国100周年を記念して憲法を公布 
  - 12月16日 - 日本軍がミリ占領、12月24日クチン占領、以後日本の軍政下に置かれる。（ - 1945年）
- 1946年7月1日 - ヴァイナー・ブルックが王位を辞退、イギリスの直轄植民地（英語版）となる。
- 1957年8月31日 - マラヤ連邦独立。
- 1963年 - マラヤ、サバ、サラワク、シンガポールでマレーシア連邦結成、イギリスから独立。

## 経済

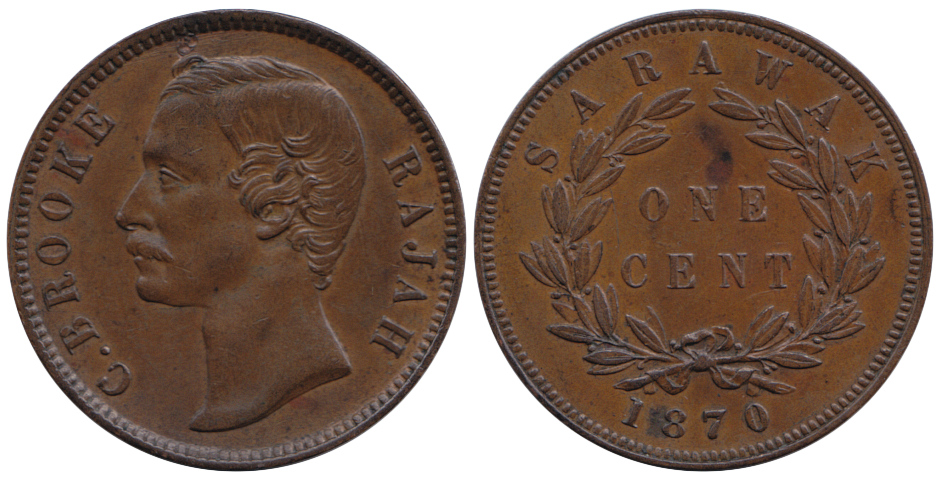
1870年に鋳造されたサラワク州の1セント硬貨。 チャールズ・ブルック

歴代の白人王は、「文化が進んだ少数のヨーロッパ人のために、先住民の利益を犠牲にしてはならない」として、外国資本による搾取から先住民を保護していた。そのため、サラワク王国では、国是として外国資本の投資や開発を原則禁止していた。
しかしながら、例外的に英国のボルネオ社は、1857年から1923年までの期限付きで石炭を除く他の一切の鉱業独占権を付与されていた。これはボルネオ社がサラワク王国建国を財政的に支援し、また中国人の反乱時に軍事的援助を提供し国王の信頼を得ていたからである。
また、日本の日沙商会も1911年に土地の租借が許され、大規模なゴムのプランテーションを経営していた。これはプランテーションの開拓と殖産について、依岡省三とその事業を継承した依岡省輔が国王からの信頼を得ていたからである。しかし日本の敗戦により、日沙商会の資産は全て没収され、邦人は強制帰国させられた。